# Альдеслейкін (діюча речовина)
Альдеслейкін (англ. Aldesleukin) - рекомбінантний білок, аналог людського інтерлейкіну-2 (IL-2). Є лімфокіном (цитокіном, що виробляється лімфоцитами). Торговельна назва в США і Канаді - Proleukin.
| Хімічна формула білка | {\displaystyle {\ce {C690H1115N177O202S6}}} |
| Середня вага          | 15314,8 Да                                  |

## Технологія синтезу
Виробляється за допомогою технології рекомбінантної ДНК з використанням генно-інженерного штаму E.coli, що містить аналог гена інтерлейкіну-2 людини. Отриманий ген бактерії кодує модифікований інтерлейкін-2 людини.
Рекомбінантна форма (альдеслейкін) відрізняється від нативного інтерлейкіну-2 таким чином:
- не глікозильована, оскільки отримана від E.coli, а бактерії не глікозилюють синтезовані білки,
- не має кінцевого N-аланіну, кодон цієї амінокислоти був видалений під час процедури генної інженерії,
- в положенні 125 цистеїн заміщений на серин.[4]

## Фармакологія і лікування
Фармакологічна дія - імуномодулятор (корегує реакції імунітету, знижуючи підвищені та підвищуючи знижені показники імунної системи).
Застосовується для лікування:
- злоякісного новоутворення нирок (метастатична ренальна клітинна карцинома),
- певного типу раку шкіри (меланоми), як додаткова терапія.

#### Протипоказання
Проблеми з серцево-судинною системою і респіраторною системою, інфекційні захворювання, що вимагають проведення терапії антибіотиками, гіперчутливість, наявність метастазів більш як у одному органі, метастази у ЦНС, аутоімунні захворювання, лейкопенія (менше 4000/мм3), тромбоцитопенія (менше 100000/мм3), вагітність, грудне вигодовування (на його час лікування припиняють).
Застереження:
Даний препарат може спричинити тяжке, а іноді й смертельно небезпечне порушення – синдром підвищеної проникності капілярів (СППК). СППК може призводити до зниження кров'яного тиску, порушення серцевого ритму, болю в грудях або розвитку інфаркту міокарда. Цей стан також може викликати порушення з боку легень або дихання, кровотечі або зменшення притоку крові до шлунка чи кишечника, порушення з боку нирок, набряки або сплутаність свідомості. Якщо виникають подібні симптоми при лікуванні, треба проконсультуватися з лікарем.

## Дія на імунітет
ІЛ-2 в нормі виробляється організмом, секретується Т-клітинами та стимулює ріст і диференціацію Т-клітин.
Альдеслейкін підсилює мітогенез лімфоцитів і стимулює довготривалий ріст клітинних популяцій, залежних від інтерлейкіну-2 людини; посилює цитотоксичність лімфоцитів; індукує клітини-кілери (лімфокін-активованих (LAK) і природних (НК)) та індукує вироблення гамма-інтерферону, фактору некрозу пухлин, інтерлейкіну-1.
Його можна використовувати в імунотерапії для лікування раку. Він посилює здатність імунної системи вбивати пухлинні клітини та може перешкоджати кровотоку до пухлини.

## Механізм дії
Альдеслейкін зв’язується з рецептором IL-2, що призводить до гетеродимеризації цитоплазматичних доменів бета- та гамма(с) ланцюгів IL-2R, активації тирозинкінази Jak3 та фосфорилювання залишків тирозину в бета-ланцюзі IL-2R. Ці події ведуть до створення активованого рецепторного комплексу, до якого під'єднуються різні цитоплазматичні сигнальні молекули та стають субстратами для регуляторних ферментів (особливо тирозинкіназ), які асоціюються з рецептором. Ці події стимулюють ріст і диференціацію Т-клітин.